# Aspila designata
Aspila designata là một loài bướm đêm trong họ Noctuidae.